# Benstrup, Steinrieden, Madlage
Die Bauerschaften Benstrup, Steinrieden und Madlage umfassen die ehemalige Gemarkung Benstrup und bilden heute eine Kirchengemeinde bzw. eine Dorfgemeinschaft. Sie gehören zur niedersächsischen Stadt Löningen im Landkreis Cloppenburg, Oldenburger Münsterland. Benstrup hat 456 Einwohner, Steinrieden 85 Einwohner und Madlage hat 51 Einwohner (Stand 2021).

## Geographische Lage und natürliche Ausstattung
Die Kirchengemeinde Benstrup, Steinrieden und Madlage liegt auf dem Lastrup-Löninger Geestrücken, der Teil der Meppen-Nienburger Geest ist. Der Geestrücken wird von den südwestlich verlaufenden Flussniederungen Südradde und Löninger Mühlenbach begrenzt, die zugleich auch Grenzen der Gemarkung sind.
Im Süden bzw. Westen grenzen an die Dorfgemeinschaft die auch zur Gemeinde Löningen gehörenden Bauerschaften Meerdorf und Vehrensande, im Norden die zur Gemeinde Lindern gehörende Bauerschaft Garen, im Nordosten die Bauerschaften Hammel und Oldendorf, die Teil der Gemeinde Lastrup sind, und im Osten bzw. Südosten die Bauerschaften Lodbergen und Duderstadt, die wiederum zur Stadtgemeinde Löningen gehören.
Die Grundwasser-, Boden- und Vegetationsverhältnisse sowie die nur wenige Meter betragenden Reliefunterschiede geben dem Benstruper Geestrücken landschaftsräumlich ein unverwechselbares Gepräge. Die Höhenlagen schwanken zwischen 23,75 m ü. NN in der Löninger Mühlenbachniederung und 34,3 m ü. NN am höchsten Punkt der Gemarkung unmittelbar südöstlich der Ortschaft Benstrup. Die Oberflächenformen des Geestrückens erscheinen flachwellig und werden nur im östlichen Teil der Gemarkung durch Dünen lebhafter.
Die Niederungsbereiche der Südradde und des Löninger Mühlenbaches sind durch ihre weiten, fast baumfreien Wiesen und Weiden zu einem bundesweit bedeutenden Wiesenvogelbrutgebiet geworden. Ihre Bedeutung ergibt sich aus den relativ großen Brutbeständen und den hohen Siedlungsdichten empfindlicher bzw. sehr empfindlicher Vogelarten wie zum Beispiel Rotschenkel, Bekassine, Uferschnepfe, Kiebitz, Brachvogel, Austernfischer, Wiesenpieper, Schafstelze und Braunkehlchen, von denen der größte Teil auf der „Roten Liste“ der in der Bundesrepublik Deutschland gefährdeten Vogelarten steht.

## Geschichte

### Benstrup

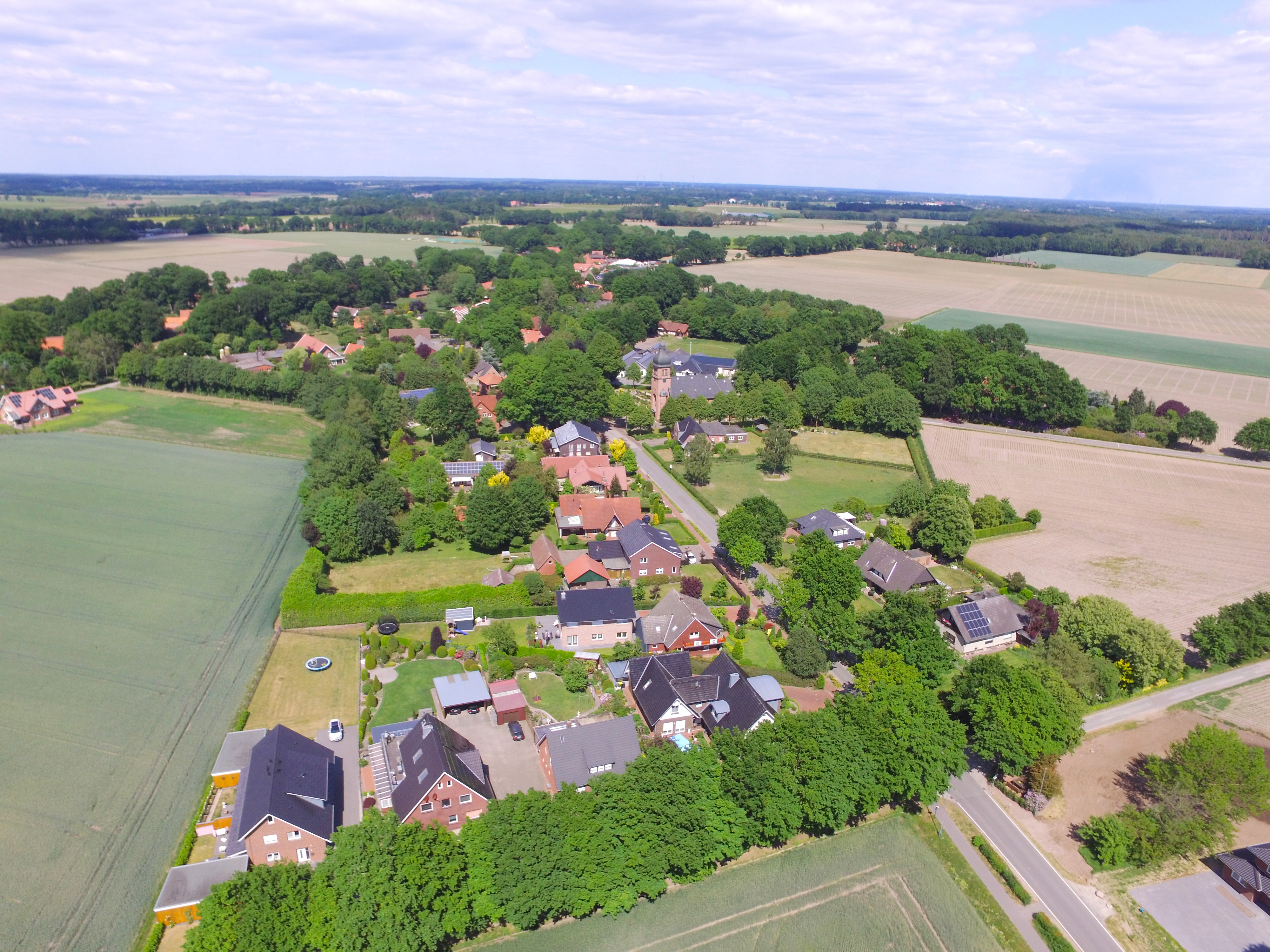
Perspektive auf Benstrup Richtung Nord-Ost

Benstrup wird im Jahre 1258 n. Chr. zum ersten Male urkundlich erwähnt, und zwar als „Bedenstorpe“ in der Urkunde Nr. 41 des Wildeshauser Kopiar im Niedersächsischen Landesarchiv Oldenburg. In ihren Ursprüngen ist die Bauerschaft jedoch wesentlich älter und kann auf eine Einzelsiedlung zurückgeführt werden, die sehr wahrscheinlich im Zuge der altsächsischen Landnahme im 5./6. Jh. n. Chr. an dem strategisch wichtigen „Flämischen Heer- und Handelsweg“ angelegt wurde. Dieser Einzelhof ist möglicherweise eine Neugründung, der ein Akt altsächsischer Ansiedlungspolitik zugrunde lag mit dem Ziel militärischer Beherrschung sowie wirtschaftlicher Erschließung und Ausnutzung des Landes. Der Name Benstrup lässt sich mehr oder weniger eindeutig auf den altsächsischen Personennamen Bado zurückführen.
Mit der Durchsiedlung und Umstrukturierung der altsächsischen Gebiete durch die Franken nach den Sachsenkriegen 772–804 n. Chr. wurde der Hof des Bado zu einer Gruppensiedlung erweitert. Sechs freie Bauern, sehr wahrscheinlich fränkische Königsfreie, gründeten den Drubbel, genauer gesagt die waldhufenähnliche Reihensiedlung entlang der Flämischen Straße mit sechs hofanschließenden Breitstreifen, die jeweils 2,8 ha groß waren.

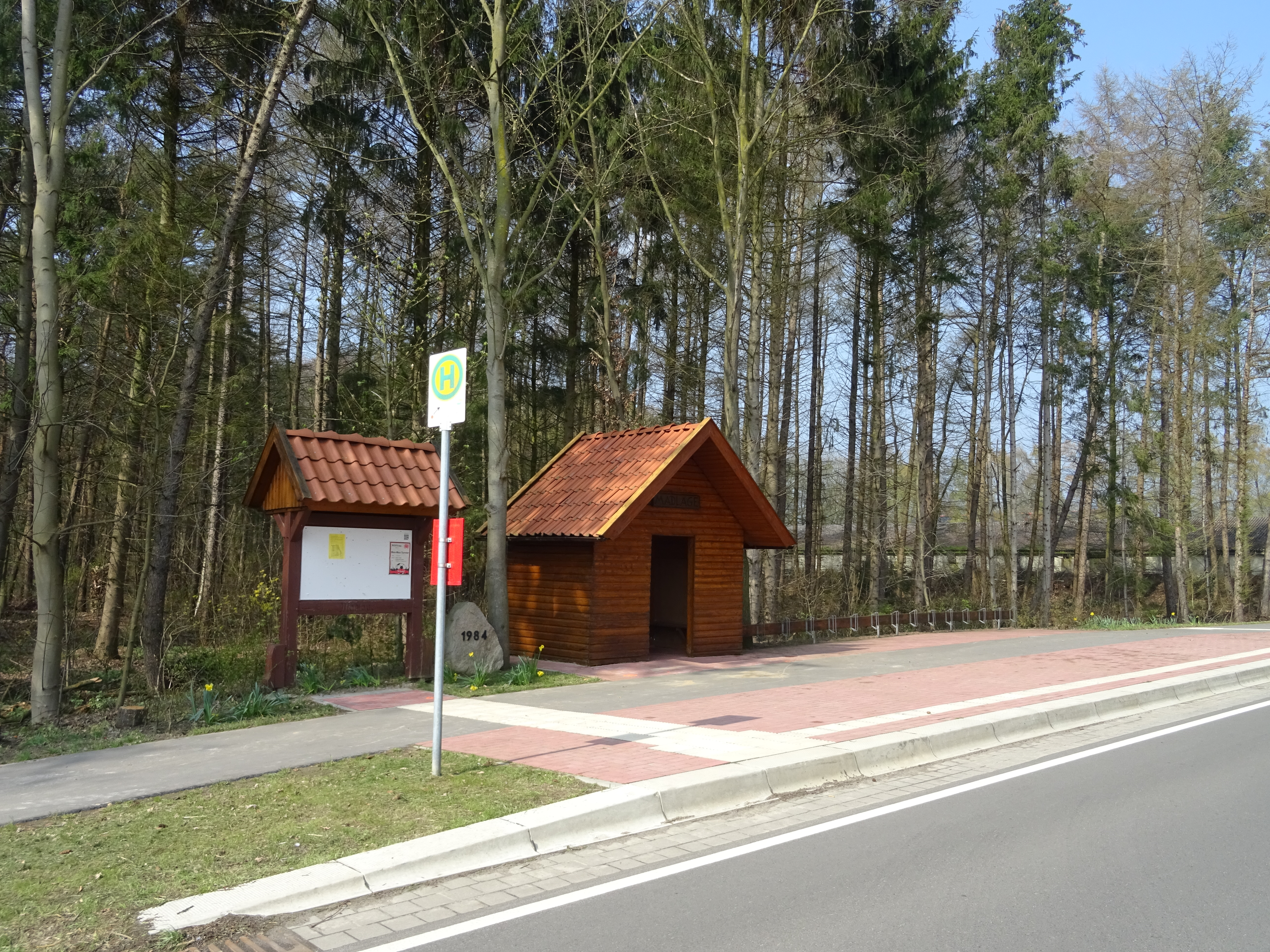
Bushaltestelle in Madlage

### Madlage

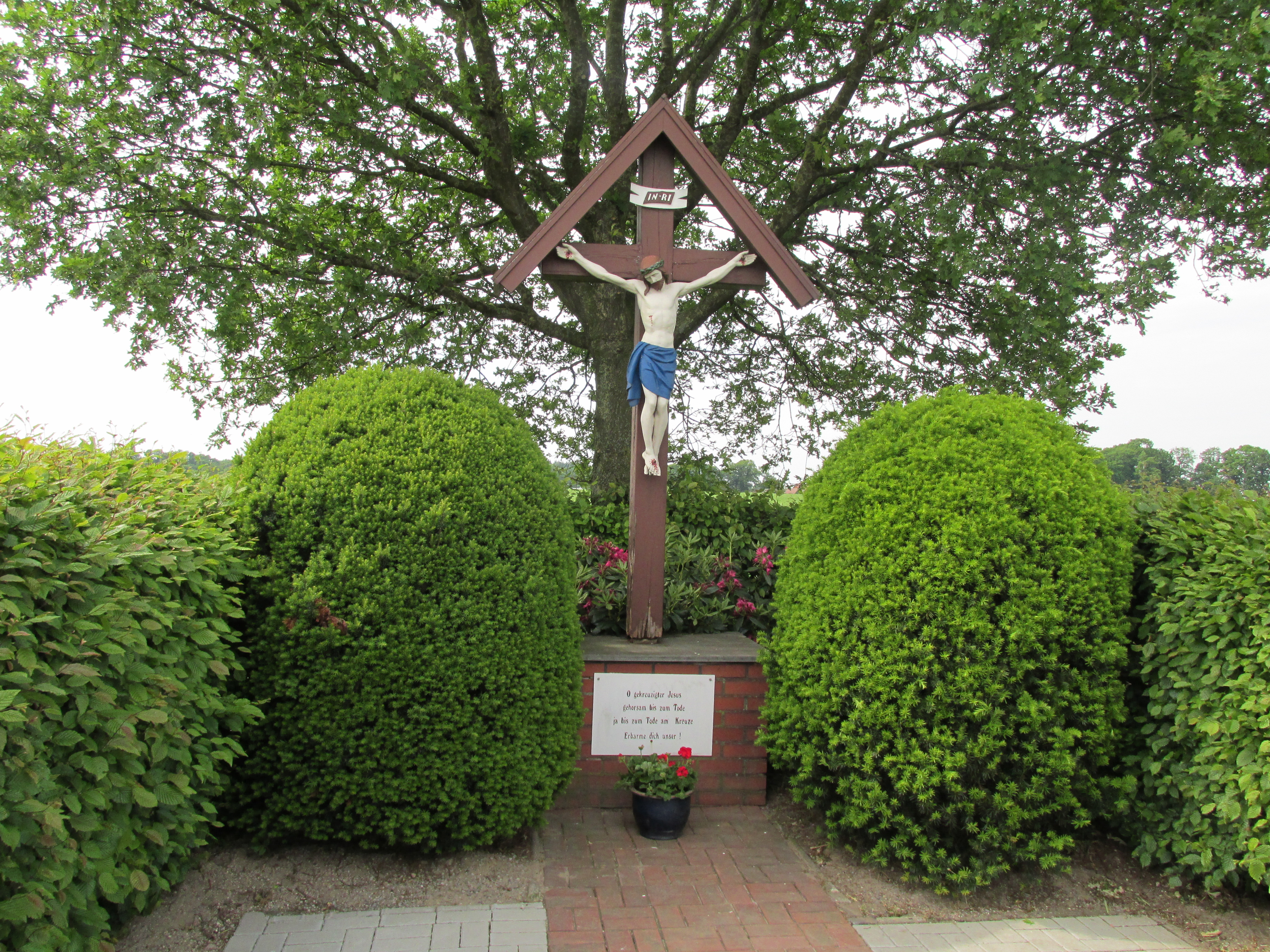
Wegekreuz in Steinrieden an der B213

Das heutige Madlage ist auf die Altbauernstellen Rump (1473 n. Chr. Rompe) und Matlage (1473 n. Chr. Tabbe to Matlage) zurückzuführen. Die Lage der beiden Höfe am ehemaligen Verlauf des Flämischen Heer- und Handelsweges, ihre Vollerbenqualität von Anfang an und die Mächtigkeit des Plaggenbodens von durchschnittlich 85 cm auf den althofnahen Ackerblöcken sprechen für ein Alter, das dem des Hofes Bado nahe kommt. Madlage wird also im Zuge der altsächsischen Landnahme im 5./6. Jh. n. Chr., spätestens jedoch im 8./9. Jh. mit der Gründung der fränkischen Gruppensiedlung Benstrup entstanden sein.

### Steinrieden
Die Bauerschaft Steinrieden wird auf dem staatlichen Überschuss der Markenteilung Benstrup (1805–1818), der „tertia marcalis“, angelegt, und zwar entlang dem Madlager Mühlenweg (heute die Straße „Zur Madlage“), dem Moorweg (heute die Straße „Am Bäkmoor“) und dem Postweg (heute die B 213). In der Gründungsurkunde vom 18. August 1817 werden 15 Hofstellen namentlich erwähnt. Insgesamt werden 23 Neusiedlerstellen geschaffen, die von nicht markenberechtigten Heuerleuten in Besitz genommen werden. Jeder Neusiedler erhält eine Wirtschaftsfläche von etwa 10 Jück (5,6 ha), die aus einem 8 Jück großen Heideplacken und einem 2 Jück großen Moorplacken am Löninger Mühlenbach besteht. Die Neubauern, die zum größten Teil aus den umliegenden Bauerschaften kommen, werden als 1/6 Erben eingestuft. Der Ortsname Steinrieden ist auf die alte Flurbezeichnung „In der kleinen Steinride“ zurückzuführen. Nach einer Auseinandersetzung darüber, ob Steinrieden zu Lastrup oder Löningen gehören soll, entscheidet die Regierung zugunsten der Gemeinde Löningen.

## Ortsbildprägende Einrichtungen
Die denkmalgeschützte St.-Bonifatius-Kirche ist architektonisch und künstlerisch ein besonderes Bauwerk, das in den Jahren 1921–1923 nach den Plänen des Kirchenbauarchitekten Wilhelm Sunder-Plassmann aus Münster im neubarocken Stil mit Jugendstilelementen errichtet wurde. Die im Nazarener-Stil geschaffene Innenausmalung mit Wandbildern, Ornamenten und Begleitbändern erfolgte 1927 durch den Kirchen- und Kunstmaler Heinrich Brey aus Geldern.
Weitere wichtige Einrichtungen im Dorf sind das Ehrenmal (1953), der St.-Bonifatius-Kindergarten (1973), das Pfarrheim (1988) und die Schützenhalle des „Schützenvereins Benstrup-Steinrieden-Hammel e. V. (1958)“ mit integrierter Schießanlage.

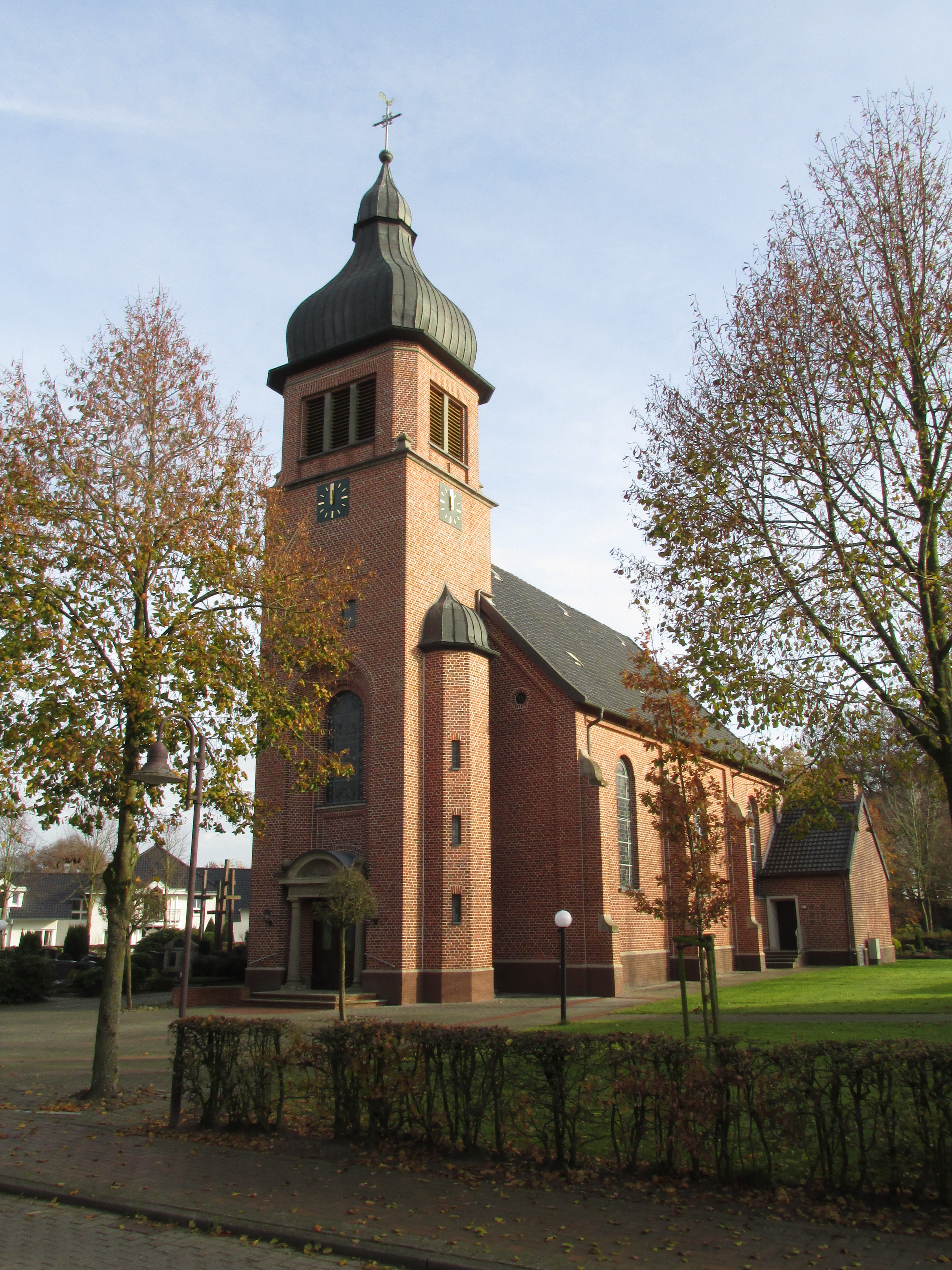
St.-Bonifatius-Pfarrkirche
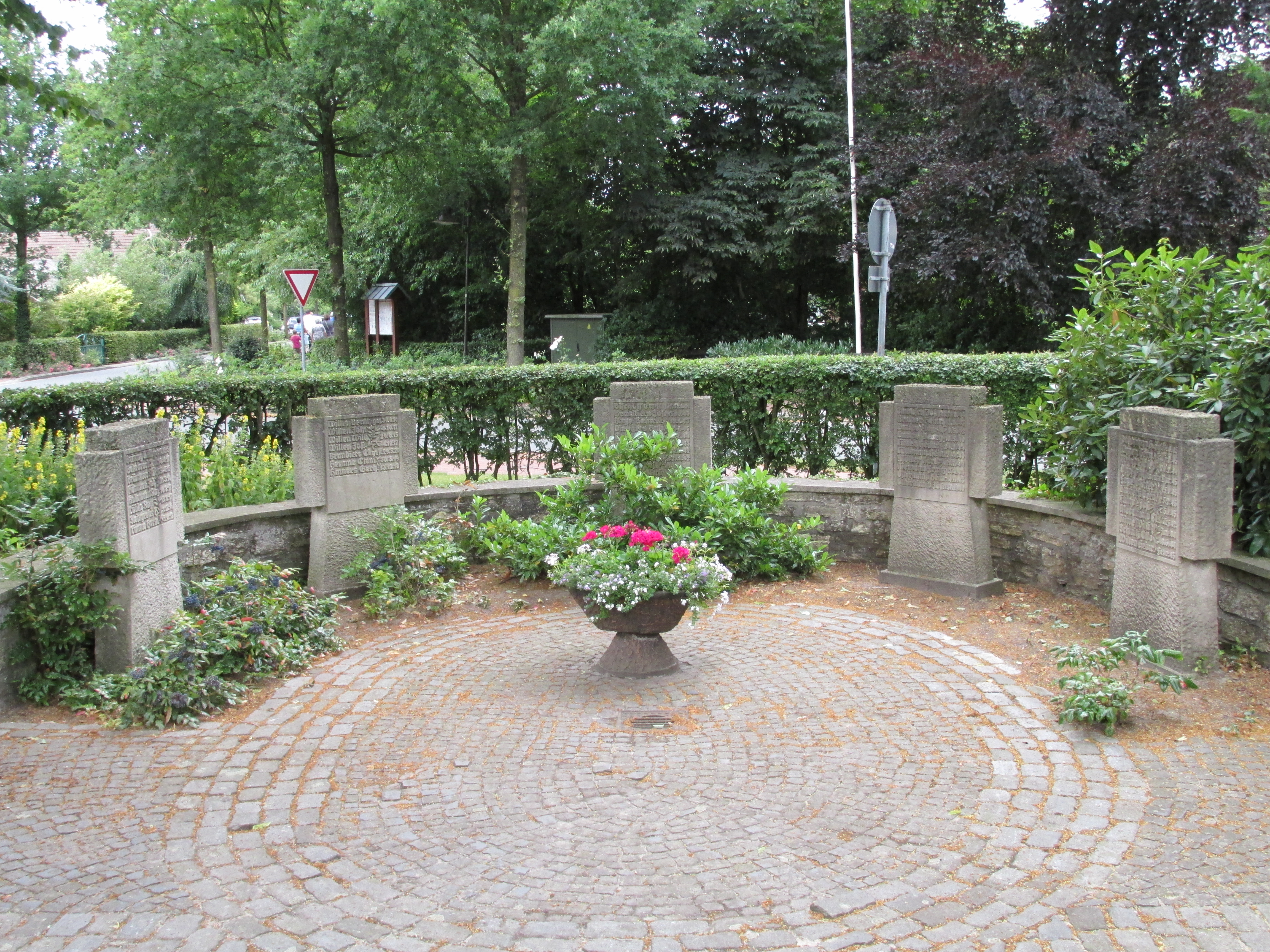
Ehrenmal in Benstrup (2014)
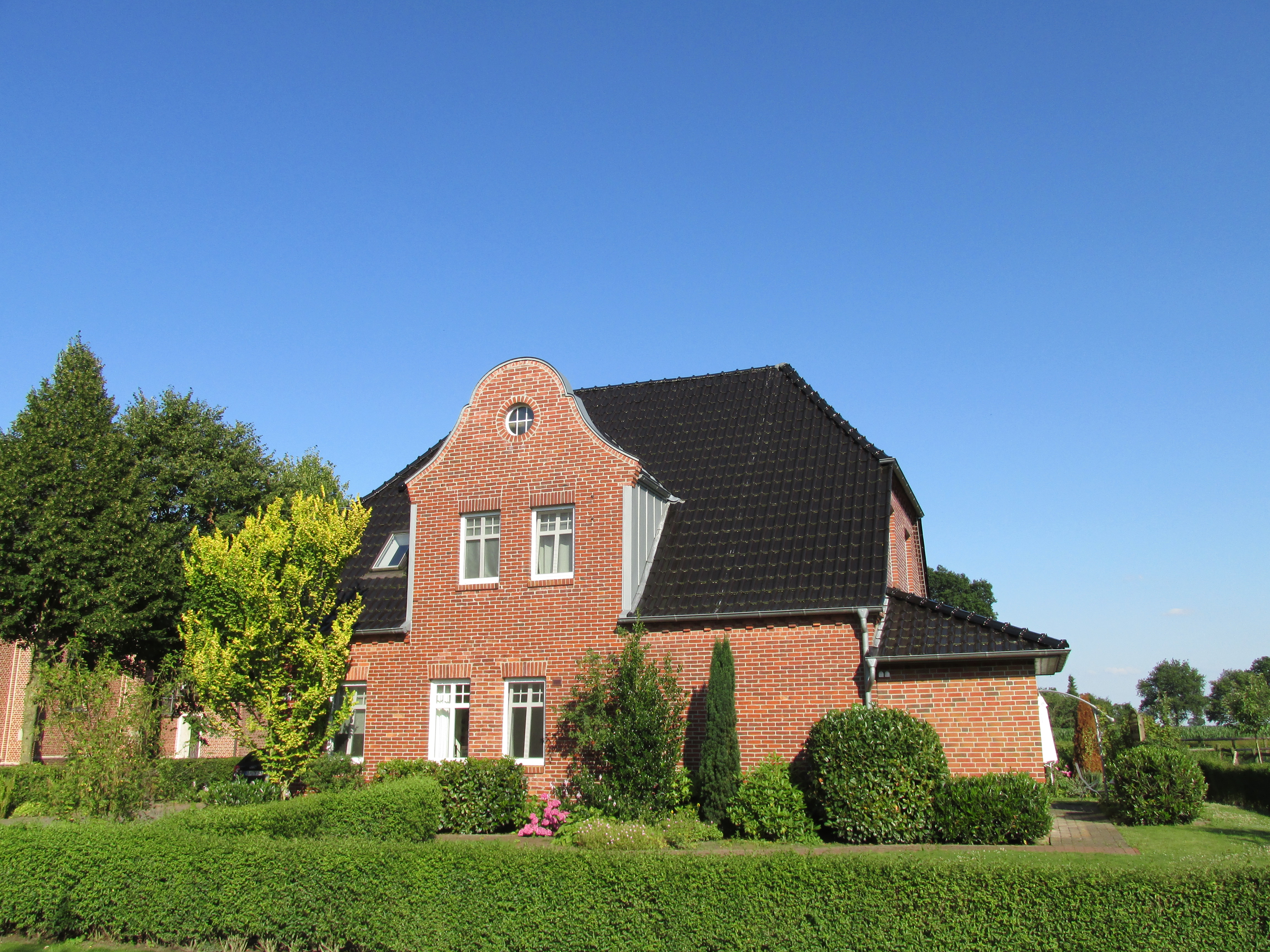
Renoviertes Pfarrhaus im Jahr 2006 mit zwei Mietwohnungen
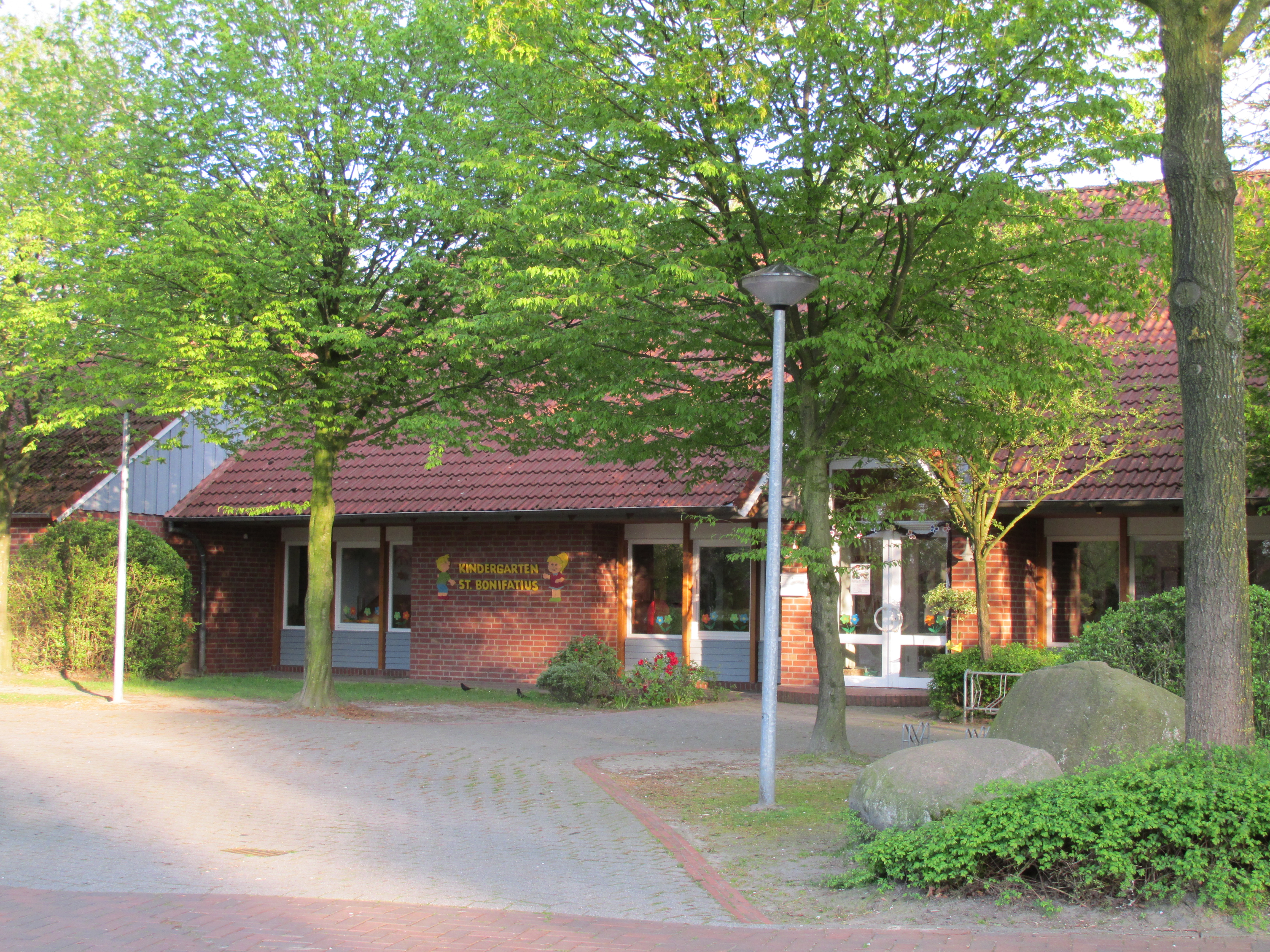
Kindergarten St.-Bonifatius
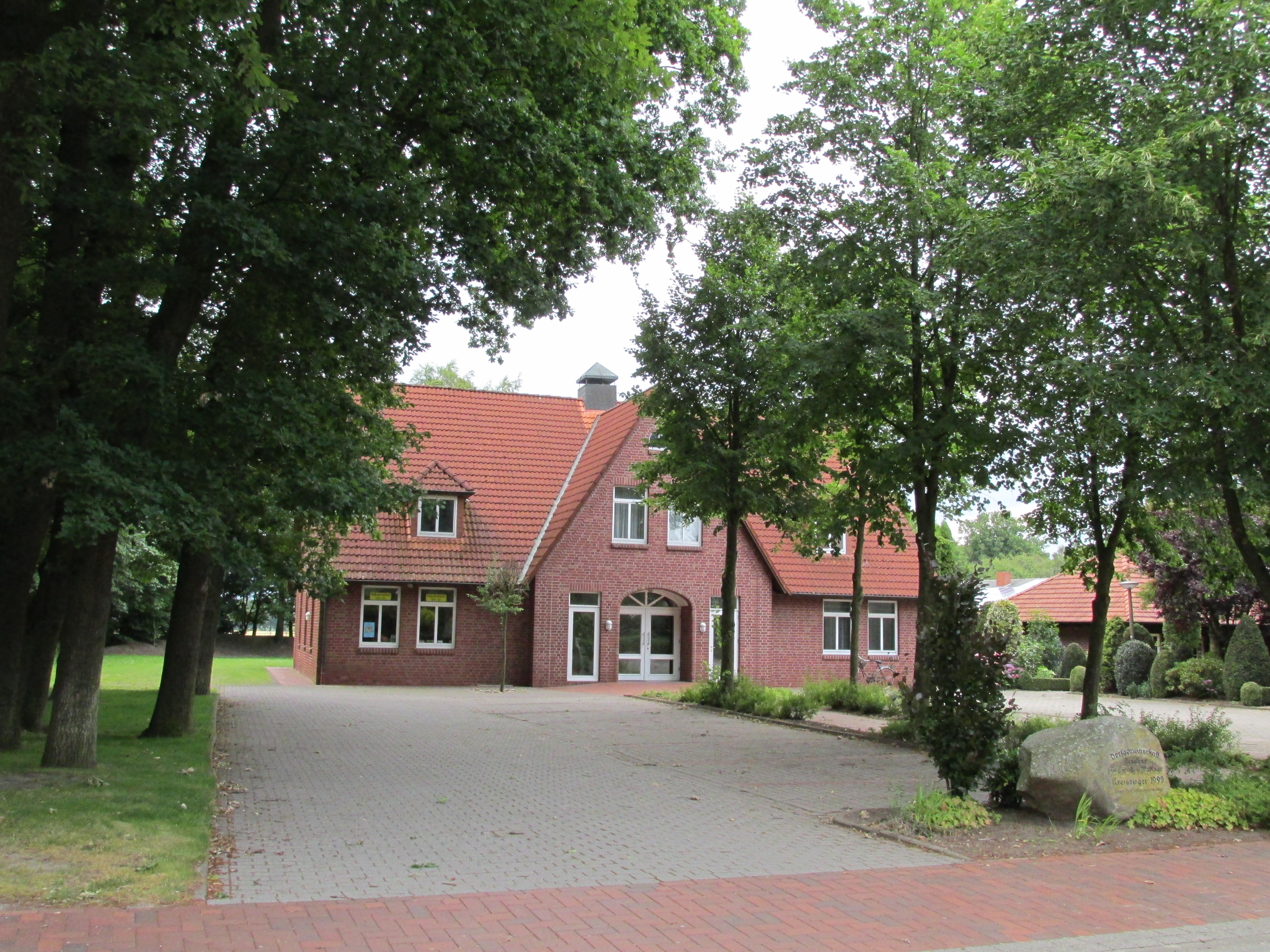
Pfarrheim in Benstrup
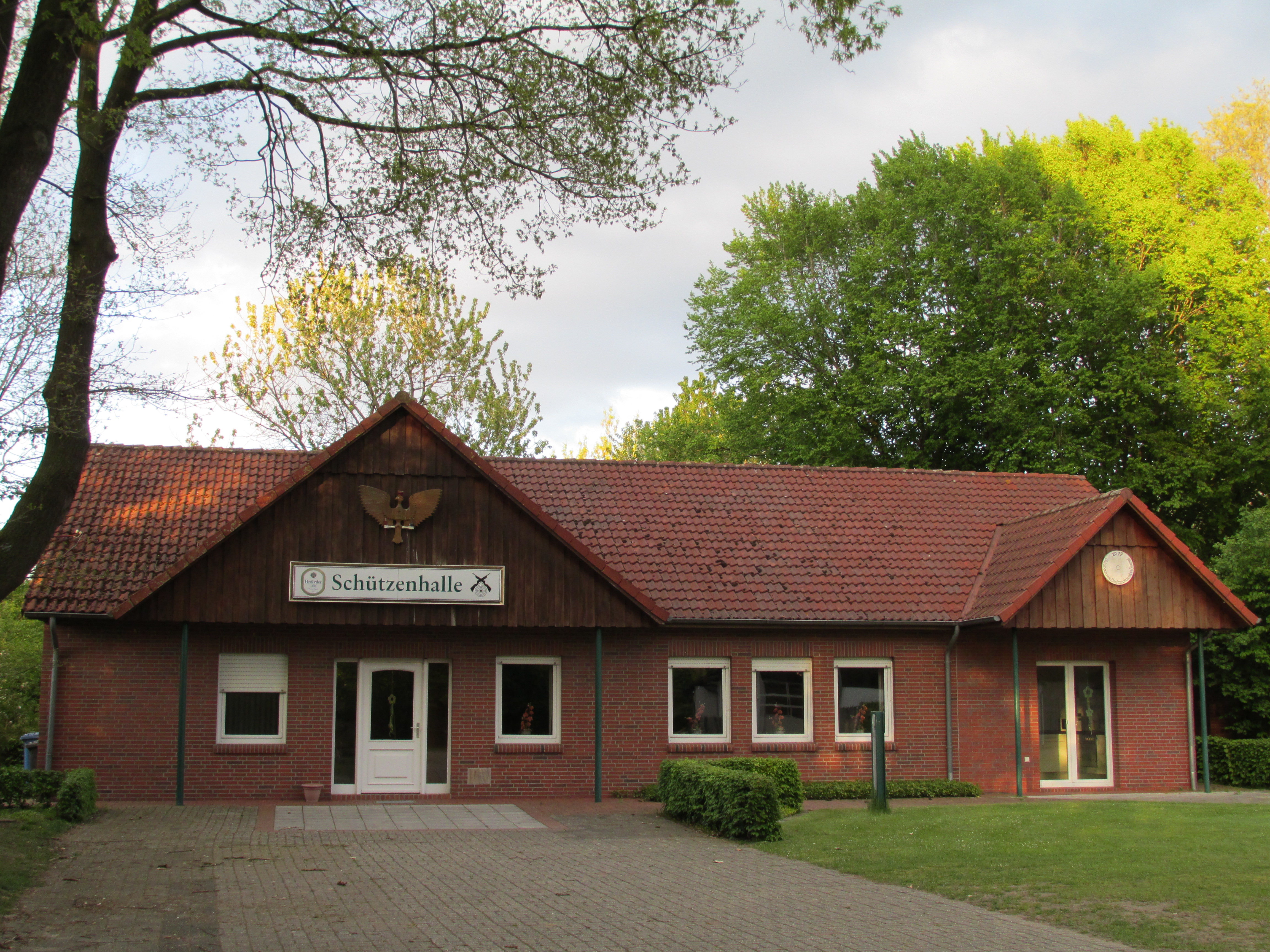
Schützenhalle des Schützenvereins Benstrup-Steinrieden-Hammel e. V.

## Vereinsleben
Mit der Gründung der Kirchengemeinde St. Bonifatius am 1. August 1923 entwickelt sich in der Dorfgemeinschaft ein reges und vielfältiges Vereinsleben. In der Kirchenrechnung 1924/25 wird der damalige Hauptlehrer Josef Frye als „rector chori“ bezeichnet. Das heißt, es muss da bereits im Dorf ein Chor existiert haben. Am Sonntag, dem 2. März 1924, wird der „Schützenverein Benstrup-Steinrieden-Hammel e. V.“ mit 134 Mitgliedern gegründet. Sieben junge Männer gründen 1926 den Musikverein Benstrup e. V. Die Katholische Landjugend entsteht um 1950. Einen Fußballverein gibt es seit den 1950er Jahren, eine Gymnastikgruppe seit 1989, einen Sportverein seit 1993 und die Abteilung „FIT FOR FUN“ seit 1995. Die Chor-Kids werden 2003 gegründet. Weitere Gruppen, die das gesellschaftliche Leben bereichern, sind die Nikolausgruppe, die Sternsinger seit 1925, die Krabbelgruppe und schließlich die Seniorengruppe.
Die Vereine und Gruppen stehen in keinem Konkurrenzverhältnis zueinander, sondern sind organisatorisch miteinander verbunden und unterstützen sich gegenseitig. Nahezu jede Familie ist in einem der zahlreichen Vereine aktiv vertreten.

## Der Verein „Dorfgemeinschaft Benstrup-Steinrieden-Madlage e.V.“

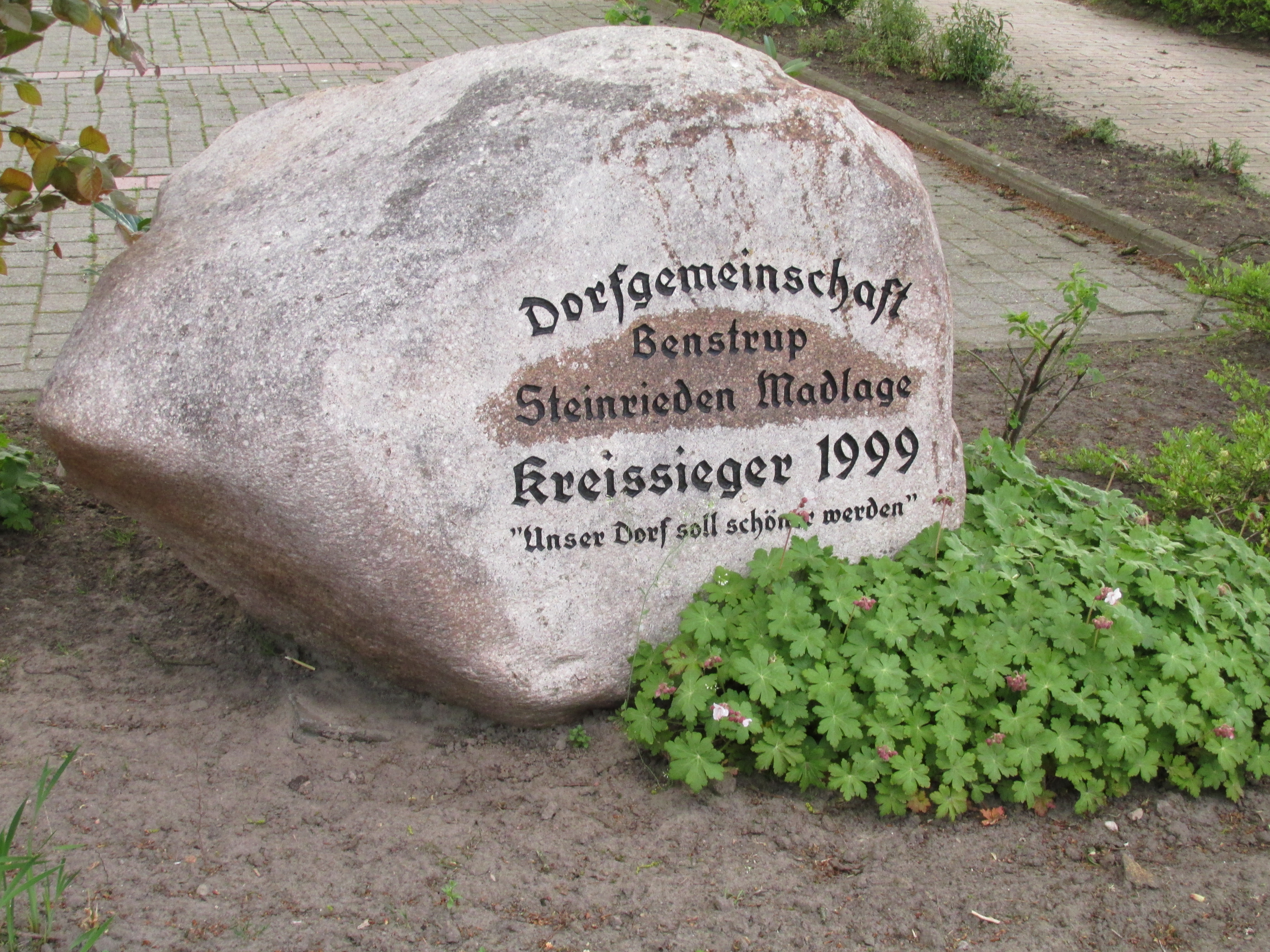
Findling für den Kreissieger 1999: Dorfgemeinschaft Benstrup-Steinrieden-Madlage

Am 8. November 1978 wird auf einer Dorfversammlung der „Bürgerverein Benstrup e. V.“ gegründet mit dem Ziel, die Kirchengemeinde gemeinschaftlich weiterzuentwickeln. Als Sofortmaßnahme wird beschlossen, mit der ganzen Dorfgemeinschaft am nächsten Kreiswettbewerb „Unser Dorf soll schöner werden“ teilzunehmen. Im Jahr 2002 wird der Verein umbenannt in „Dorfgemeinschaft Benstrup-Steinrieden-Madlage e. V.“, um das Zusammenwirken aller in der Dorfgemeinschaft vorhandenen kulturellen und gesellschaftlichen Kräfte zu bündeln und um die Dorfgemeinschaft als selbständige Einheit mit unverwechselbarer Identität zu erhalten und weiterzuentwickeln.
Zu den satzungsgemäßen Aufgaben des Vereins gehören unter anderem die Erhaltung und Pflege der dörflichen Gemeinschaftsanlagen, die Entwicklung und Pflege des Brauchtums und der Kultur, die Förderung und Koordination des Gemeinschaftslebens sowie das Erstellen und Fortschreiben einer Dorfchronik. Dies erfolgt in Zusammenarbeit mit allen dörflichen Vereinen. Daneben ist der Verein Träger des Wettbewerbs „Unser Dorf hat Zukunft“.
Seit 1980 nahm die Dorfgemeinschaft Benstrup-Steinrieden-Madlage in fast ununterbrochener Folge an den Wettbewerben „Unser Dorf soll schöner werden“ und „Unser Dorf hat Zukunft“ teil. Lediglich 2008 setzte sie wegen der Erfolge in den Jahren 2005–2007 einmal ihre Teilnahme aus. Die größten Erfolge errang die Dorfgemeinschaft im Kreisentscheid 2005, im Regionalen Landesvorentscheid 2006 und im Landesentscheid 2007. Dadurch qualifizierte sie sich für den Bundesentscheid 2007 und erhielt in Berlin von Bundesminister Horst Seehofer die Bronzemedaille. Auch Bundespräsident Horst Köhler gratulierte im Schloss Bellevue.

## Brauchtum

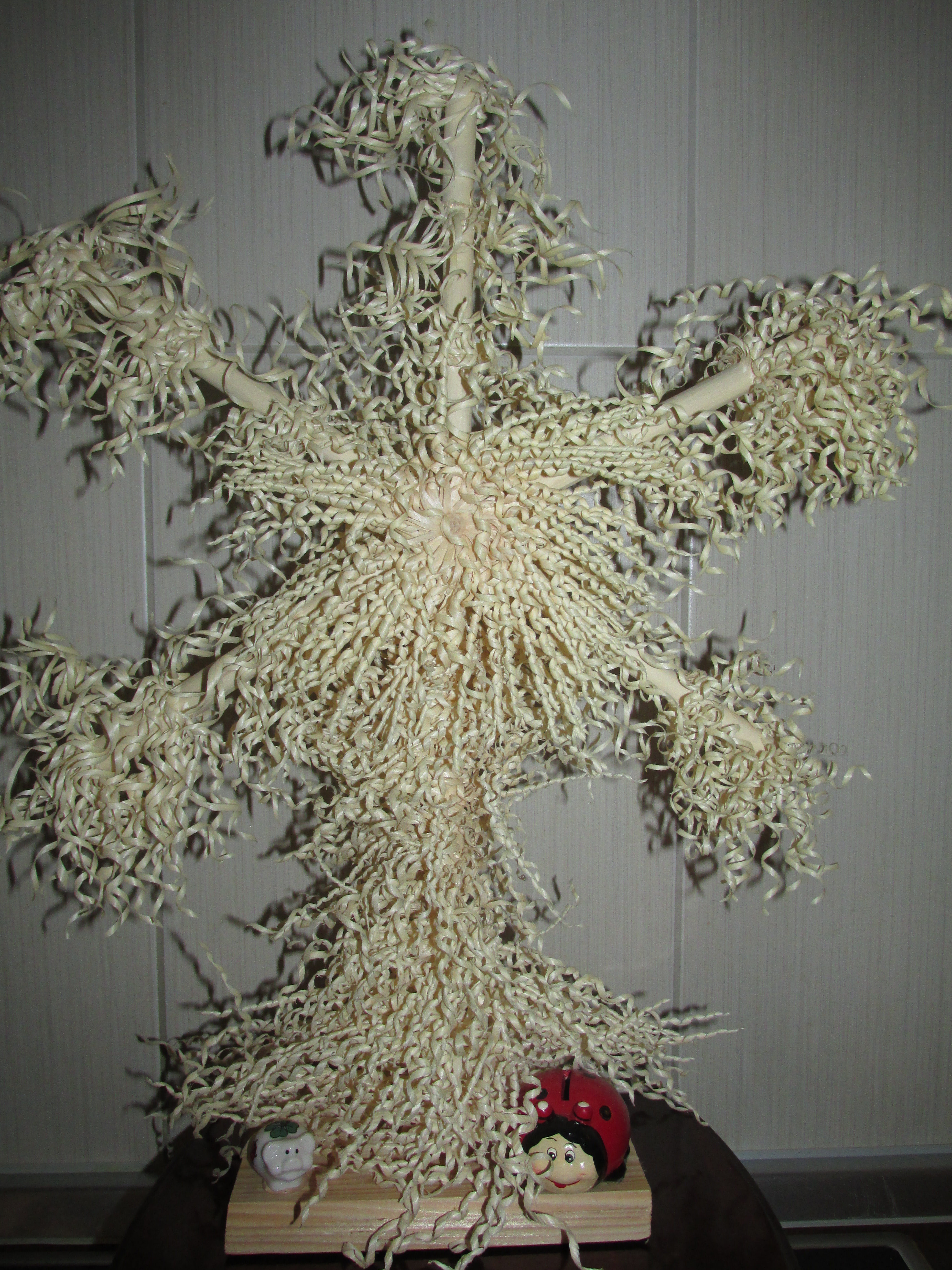
Aus Weidenruten wird mit einem scharfen Messer ein dichtes Kräuselwerk „Krüllen“ erschaffen.

Tradition und Brauchtum prägen den Jahresrhythmus des dörflichen Lebens. Sie werden von den Familien, den kirchlichen Gremien, den Vereinen und den Fahnengemeinschaften zukunftsorientiert gepflegt. Dazu gehören das Sternsingen, die Palmweihe und Palmprozession, das Osterfeuer, das Maibaumsetzen, die Maiandachten, die Fronleichnamsprozession, das Schützenfest, das Erntedankfest, das Weihnachtsbaum aufstellen, der Besuch des Nikolaus in nahezu allen Familien, das Blasen der Adventshörner und das Anfertigen von Tunscheren, die am Silvesterabend als Neujahrsgruß Nachbarn, Freunden oder Verwandten gebracht werden.
Unabhängig von der Jahreszeit werden auch andere Sitten gepflegt, wie z. B. das Kilmern, Füße putzen oder Böllern zur Hochzeit.

## Wirtschaft und Infrastruktur
Der massive Strukturwandel in der Landwirtschaft setzt sich auch in Benstrup fort. Gab es vor 40 Jahren, also 1980, noch 41 Vollerwerbsbetriebe, so reduzieren sie sich bis zum Jahr 2000 auf 18. Zurzeit existieren in der Gemarkung nur noch 6 Vollerwerbsbetriebe.
Benstrup ist heute Standort für Handwerk, Gewerbe, Handel und Dienstleistungen, aber auch Wohnort für Berufspendler. Einige größere Gewerbebetriebe, wie z. B. Ahrens Möbeltischlerei, Imbusch Einrichtungen und Systemmöbel, Möbelbau Niemann, Tischlerei Seel, Metallbau Manfred Heimbrock, Wendt ViehhandelsGmbH oder auch das Gestüt Sprehe, schaffen viele Arbeitsplätze.
Durch den Ort, von Löningen nach Lastrup, verläuft die Kreisstraße 161. In Benstrup trägt sie die Bezeichnung „Alte Heerstraße“, um deutlich zu machen, dass einst mitten durch Benstrup der bereits erwähnte historisch bedeutungsvolle „Flämische Heer- und Handelsweg“ verlief, der von Brügge in Flandern kommend, über Nimwegen, Arnheim und Deventer in den Niederlanden, über Haselünne, Löningen, Cloppenburg, Wildeshausen, Bremen und Hamburg bis nach Lübeck führte. Heute verläuft dieser Weg südöstlich an Benstrup vorbei durch den Ort Steinrieden als Bundesstraße 213 bzw. als Europastraße 233. Mittelfristig soll diese Straße vierspurig ausgebaut werden.